# Der Teckbote
Der Teckbote ist eine in der schwäbischen Großen Kreisstadt Kirchheim unter Teck erscheinende Tageszeitung.

## Geschichte
Gegründet wurde die Zeitung im Jahre 1832. Zunächst erschien sie als wöchentliches Anzeigenblatt unter dem Titel Wochenblatt für den Oberamtsbezirk Kirchheim unter Teck. Ab dem Jahr 1869 erschien die Zeitung als Tageszeitung und verlagerte ihren Schwerpunkt, fortan standen das politische und kulturelle Leben im schwäbischen Oberamt Kirchheim unter Teck im Fokus. Nach dem Zweiten Weltkrieg und dem Verbot der Zeitung konnte sie erst im Jahre 1949 unter dem Namen Teck-Rundschau wieder erscheinen.
Seit 1968 wird der überregionale Meldungen enthaltende Mantelteil des Teckboten von der Südwest Presse in Ulm bezogen.

## Verbreitung
Das Hauptverbreitungsgebiet ist das ehemalige Oberamt Kirchheim, dies entspricht dem Südosten des heutigen Landkreises Esslingen.

## Auflage
Der Teckbote hat wie die meisten deutschen Tageszeitungen in den vergangenen Jahren an Auflage eingebüßt. Die verkaufte Auflage ist in den vergangenen 10 Jahren um durchschnittlich 2,3 % pro Jahr gesunken. Im vergangenen Jahr hat sie um 3,4 % abgenommen. Sie beträgt gegenwärtig 11.445 Exemplare. Der Anteil der Abonnements an der verkauften Auflage liegt bei 92,2 Prozent. 
| 1998  | 1999  | 2000  | 2001  | 2002  | 2003  | 2004  | 2005  | 2006  | 2007  | 2008  | 2009  | 2010  | 2011  | 2012  | 2013  | 2014  | 2015  | 2016  | 2017  | 2018  | 2019  | 2020  | 2021  | 2022  | 2023  | 2024  |
| ----- | ----- | ----- | ----- | ----- | ----- | ----- | ----- | ----- | ----- | ----- | ----- | ----- | ----- | ----- | ----- | ----- | ----- | ----- | ----- | ----- | ----- | ----- | ----- | ----- | ----- | ----- |
| 17206 | 17183 | 17059 | 16937 | 17189 | 16977 | 16575 | 16880 | 16534 | 16219 | 15811 | 15537 | 15439 | 15261 | 15076 | 14672 | 14496 | 14305 | 14030 | 13654 | 13290 | 13016 | 12864 | 12758 | 12385 | 11848 | 11445 |

## Online
Der Teckbote ist seit 1996 im Internet vertreten.